# Frankliniella occidentalis
Frankliniella occidentalis, auch Kalifornischer Blütenthrips genannt, ist eine polyphage Fransenflüglerart aus der Familie der Thripidae. Die Art hat sich in den letzten 25 Jahren nahezu weltweit verbreitet. Vorher lag der Schwerpunkt im Südwesten der USA. Auf den dortigen Baumwollfeldern gilt die Art als Schädling, da sie oft das Tospovirus (Familie Bunyaviridae) überträgt. Auf der anderen Seite ist sie ein Fressfeind der Raubmilben. Frankliniella occidentalis gilt auch als Bestäuber der Gartenbohne (Phaseolus vulgaris) und der Zwiebel (Allium cepa).

## Merkmale
Die Weibchen der Frankliniella occidentalis haben eine gelblich bis bräunliche Körperfärbung und sind 1,3–1,9 mm groß. Tiere, die das Tospovirus übertragen, sind meist dunkelgelb und an den mittigen Tergiten befleckt.
Das zweite sowie das sechste bis achte Segment der Antennen ist braun, während das dritte bis fünfte gelb ist und nur zur Spitze hin bräunlich. Auf dem dritten und vierten Segment befindet sich zudem ein gegabelter Sinneskegel. Die Beine sind bis auf dunklere Flecken gelblich. Die langen Vorderflügel sind hell und tragen dunkle Borsten. Das Männchen ist generell heller als das Weibchen und etwas kleiner.

## Entwicklung und Vermehrung
Die Entwicklung des Kalifornischen Blütenthrips ist stark temperaturabhängig. Die meisten Exemplare sind weiblich und vermehren sich per arrhenotoker Parthenogenese.

## Bekämpfung
Der Kalifornische Blütenthrips ist ein schwierig zu bekämpfender Schädling im Erdbeeranbau. Er ist gegen beide in Deutschland noch zugelassenen Pflanzenschutzmittelwirkstoffe (Abamectin und Lambda-Cyhalothrin) resistent.